# خانواده پلیس ۳
خانواده پلیس ۳: تحت سوءظن (به انگلیسی: Family of Cops 3: Under Suspicion) یک تله‌فیلم آمریکایی در ژانر فیلم درام و جنایی محصول سال ۱۹۹۹ با بازی چارلز برانسون است. این فیلم نسخه نهایی در سه‌گانه خانواده پلیس و آخرین فیلم چارلز برانسون است.